# 奥拉河畔诺伊施塔特附近林达
奥拉河畔诺伊施塔特附近林达（德語：Linda bei Neustadt an der Orla，官方拼写为，發音：[ˈlɪnda baɪ ˈnɔʏʃtat ʔan deːɐ̯ ˈʔɔʁla]）是德国图林根州萨勒-奥拉县曾经的一个市镇，面积16.66平方千米，2017年12月31日人口为376人。2019年12月31日，奥拉河畔诺伊施塔特附近林达与另外2个市镇并入市镇奥拉河畔诺伊施塔特。